# Feuguerolles-sur-Seulles
Feuguerolles-sur-Seulles ist eine Ortschaft und eine ehemalige französische Gemeinde mit 169 Einwohnern (Stand: 1. Januar 2022) im Département Calvados in der Region Normandie. Sie gehörte zum Arrondissement Vire.
Mit Wirkung vom 1. Januar 2017 wurden die früheren Gemeinden Anctoville, Longraye, Saint-Germain-d’Ectot und Torteval-Quesnay zu  einer Commune nouvelle mit dem Namen Aurseulles zusammengelegt und haben in der neuen Gemeinde den Status einer Commune déléguée. Der Verwaltungssitz befindet sich im Ort Anctoville. Außerdem wurde auch den im Jahre 1973 mit Anctoville als Commune associée verbundenen früheren Gemeinden Feuguerolles-sur-Seulles, Orbois und Sermentot der Status einer Commune déléguée in der neuen Gemeinde zuerkannt.

## Bevölkerungsentwicklung
| Jahr      | 1962 | 1968 | 2008 | 2013 |
| --------- | ---- | ---- | ---- | ---- |
| Einwohner | 105  | 70   | 141  | 169  |

## Sehenswürdigkeiten

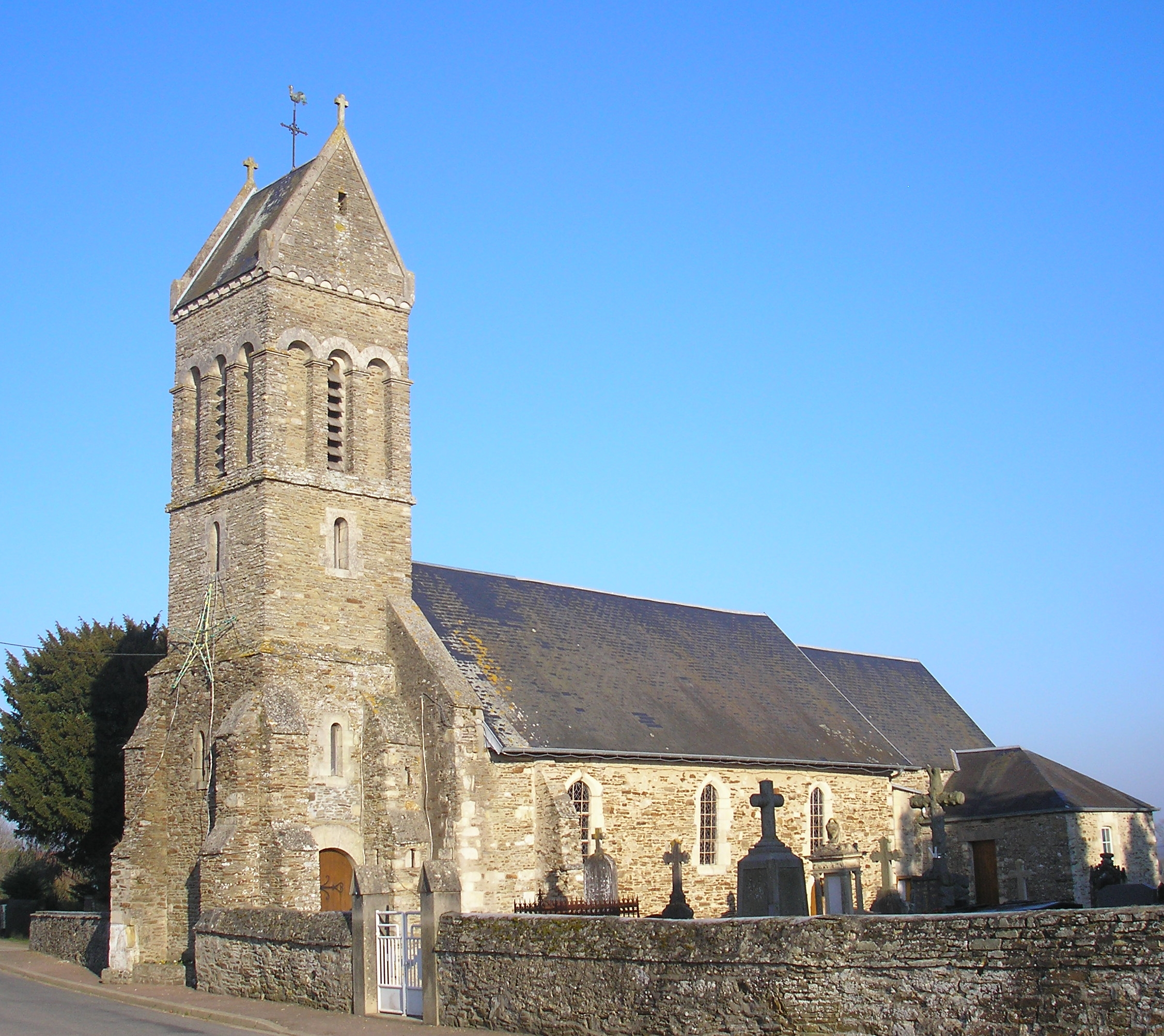
Kirche Saint-Pierre

- Kirche Saint-Pierre